# Marigaon (huyện)
Huyện Marigaon là một huyện thuộc bang Assam, Ấn Độ. Thủ phủ huyện Marigaon đóng ở Marigaon. Huyện Marigaon có diện tích 1704 ki lô mét vuông. Đến thời điểm năm 2001, huyện Marigaon có dân số 775874 người.